# Warner Oland
Warner Oland (Johan Verner Ölund: Nyby, Västerbottens, 3 de octubre de 1879 - Estocolmo, 6 de agosto de 1938) fue un actor sueco conocido principalmente por su interpretación del personaje Charlie Chan.

## Biografía
Cuando tenía trece años de edad, su familia emigró a los Estados Unidos. 
Educado en Boston (Massachusetts), hablaba en inglés y en sueco, y llegó a traducir algunas de las obras de August Strindberg. De joven inició una carrera teatral, al principio trabajando como diseñador de decorados, al tiempo que aprendía a actuar. Adiestrado como actor dramático, en 1906 fue contratado para hacer una gira en una compañía liderada por la actriz Alla Nazimova. 
Al año siguiente conoció y se casó con la dramaturga y retratista Edith Gardener Shearn, una mujer brillante, que llegó a dominar el sueco, ayudando a Oland en la traducción de las obras de Strindberg, las cuales la pareja publicó en un libro en 1912. 
Tras varios años en el teatro, incluyendo actuaciones en Broadway ya como Warner Oland, en 1912 debutó en el cine mudo con El progreso del peregrino, film basado en la novela homónima de John Bunyan. Pasarían otros tres años antes de que volviera a trabajar en el cine, esta vez con un papel en The Romance of Elaine, una película de aventuras protagonizada por la extremadamente popular Pearl White. 
Como resultado de su experiencia interpretando obras de Shakespeare, y su facilidad para adoptar un aspecto siniestro, fue muy solicitado para interpretar papeles de malvado y papeles étnicos. Rodó varios filmes más con Pearl White, incluyendo su primer papel de un oriental en la película de 1919 The Lightning Raider. En los siguientes quince años actuó en más de treinta películas, incluyendo un papel de importancia en el film de 1927 El cantante de jazz. 
Los rasgos faciales de Oland, sumados al maquillaje, le permitieron interpretar con facilidad a personajes asiáticos. Dada la reluctancia del cine de Estados Unidos de la época a contratar actores asiáticos para papeles de importancia (salvo excepciones como  Anna May Wong, Sessue Hayakawa y Philip Ahn), interpretó a personajes de esas etnias en varios títulos antes de recibir la oferta de hacer el papel principal del film de 1929 The Mysterious Dr. Fu Manchu. Un éxito de taquilla, la película convirtió a Oland en una estrella, y a lo largo de los dos años siguientes interpretó al maligno Fu Manchú en tres títulos más. Firmemente encasillado en tales papeles, fue elegido para ser Charlie Chan en la película de misterio detectivesca de 1931 Charlie Chan Carries On. Posteriormente trabajó en el film de 1932 dirigido por Josef von Sternberg Shanghai Express, con Marlene Dietrich y Anna May Wong.
Aunque Oland actuó en otros filmes, el enorme éxito de taquilla provocó la aparición de una industria Charlie Chan, con Oland interpretando un total de 16 películas. Oland fue también el primer actor en actuar como un hombre lobo en una película hollywoodiense de primera clase, Werewolf of London (1935), en la que mordía al protagonista, interpretado por Henry Hull. 
A pesar de su riqueza y de su éxito, Oland sufrió a causa del alcoholismo, que afectó severamente a su salud y a su matrimonio. A principios de 1938 firmó un nuevo contrato con 20th Century Fox para hacer tres películas más de Charlie Chan, pero sus problemas de salud empeoraron y pasó unas semanas hospitalizado.
En un viaje que hizo a Suecia, Oland contrajo una neumonía que fue empeorada por la existencia de un enfisema secundario a su tabaquismo. Falleció en un hospital en Estocolmo. El último film de Oland fue el inacabado Charlie Chan at the Ringside. Fox volvió a rodar las escenas de Oland con Peter Lorre, y estrenó la película con el nombre de Mr. Moto's Gamble (1938). Tras ser incinerado en Suecia, las cenizas de Oland fueron llevadas a Estados Unidos por su esposa, siendo depositadas en el cementerio de Southborough, Massachusetts, donde vivían.

## Filmografía parcial
- Pilgrim's Progress (1912)
- The Romance of Elaine (1915)
- Sin (1915)
- Destruction (1915)
- The Eternal Sapho (1916)
- The Fatal Ring (1917)
- The Lightning Raider (1919)
- Mandarin's Gold (1919)
- Witness For The Defense(1919)
- The Third Eye (1920)
- The Phantom Foe (1920)
- Hurricane Hutch (1921)
- East Is West (1922)
- The Fighting American (1924)
- Riders of the Purple Sage (1925)
- Don Q, Son of Zorro (Don Q, hijo del Zorro) (1925)
- A Million Bid (La mujer vendida) (1927)
- El cantante de jazz (1927)
- Sueño de amor (Dream of Love) (1928)
- The Mysterious Dr. Fu Manchu (1929)
- The Return of Dr. Fu Manchu (La expiación de Fu Manchú) (1930)
- Paramount on Parade (1930)
- The Drums of Jeopardy (1931)
- Dishonored (1931)
- Daughter of the Dragon (1931)
- Charlie Chan Carries On (1931)
- The Black Camel (1931)
- Shanghai Express (El expreso de Shanghai, 1932)
- The Painted Veil (El velo pintado) (1934)
- Charlie Chan in London (1934)
- Werewolf of London (1935)
- Charlie Chan's Secret (1935)
- Charlie Chan in Paris (1935)
- Charlie Chan in Egypt (1935)
- Charlie Chan at the Opera (1936)
- Charlie Chan at the Olympics (1937)
- Charlie Chan on Broadway (1937)
- Charlie Chan at Monte Carlo (1937)